# Земченко, Филипп Васильевич
Филипп Васильевич Земченко (1896 — 12 января 1978) — участник Первой мировой войны и Гражданской войны, видный советский работник.

## Биография
Филипп Васильевич Земченко родился в 1896 году в бедной крестьянской семье в д. Кача Добровольской губернии в Белоруссии. В молодости батрачил у кулака.
В 1917 году призывается в армию, участвует в Первой мировой войне в качестве рядового 27 стрелкового полка. В 1918 году Филипп Васильевич возвращается с фронта, устраивается в депо ст. Иланская рабочим, во время Гражданской войны в Восточной Сибири становится бойцом партизанского отряда.

### Советский работник
В 1922—1924 годах Филипп Васильевич работает секретарем Сретинского волисполкома, в 1924-1928 годах работает секретарем Абанского райисполкома. В 1928 году вступает в коммунистическую партию, а в 1930 году избирается председателем Нижне-Ингашского райисполкома Восточно-Сибирского края.
С 1931 по 1933 год Филипп Васильевич Земченко возглавляет Братский райисполком Восточно-Сибирского края. В 1933 году его выдвигают в исполком Восточно-Сибирского крайсовета, где он заведует сектором по жалобам трудящихся на правах зав. секретариатом, в 1935 году работал председателем Усть-Кутского райисполкома Восточно-Сибирского края.
Перед арестом в 1938 году работал уполномоченным треста «Лензолото» в с. Усть-Кут, был реабилитирован постановлением УНКВД Иркутской области от 15.10.39 г. Длительное время Филипп Васильевич Земченко работал на ответственных должностях в Иркутской и Читинской областях, внес большой вклад в развитие Севера Сибири и до конца своих дней принимал участие в общественной жизни.
Филипп Васильевич Земченко скончался на 82-м году жизни 12 января 1978 года.